# Westerveld
Westerveld (anhörenⓘ) ist eine Gemeinde in der nordöstlichen niederländischen Provinz Drenthe. Sie hat 19.987 Einwohner (Stand 1. Januar 2025) und eine Fläche von etwa 283 km² und entstand 1998 durch den Zusammenschluss der Gemeinden Havelte, Diever, Dwingeloo und Vledder.

## Ortsgliederung
Der Ort umfasst insgesamt 24 Ortsteile. Der Sitz der Gemeinde befindet sich in Diever.
Ortsteile gemäß ihrer Einwohnerzahl (Stand: 1. Januar 2024):
| Havelte        | 3835 | Darp        | 610 | Frederiksoord | 285 |
| Diever         | 2850 | Nijensleek  | 510 | Boschoord     | 220 |
| Dwingeloo      | 2805 | Zorgvlied   | 490 | Havelterberg  | 190 |
| Vledder        | 2100 | Lhee        | 375 | Leggeloo      | 140 |
| Uffelte        | 1425 | Eemster     | 355 | Wittelte      | 135 |
| Wilhelminaoord | 945  | Vledderveen | 355 | Westeinde     | 120 |
| Wapserveen     | 830  | Geeuwenbrug | 350 | Doldersum     | 115 |
| Wapse          | 665  | Dieverbrug  | 300 | Lheebroek     | 105 |

Weitere, nicht offizielle Ortsteile sind Oldendiever, Oude Willem und Wateren (jeweils unter 40 Einwohner).

## Politik

### Gemeinderat

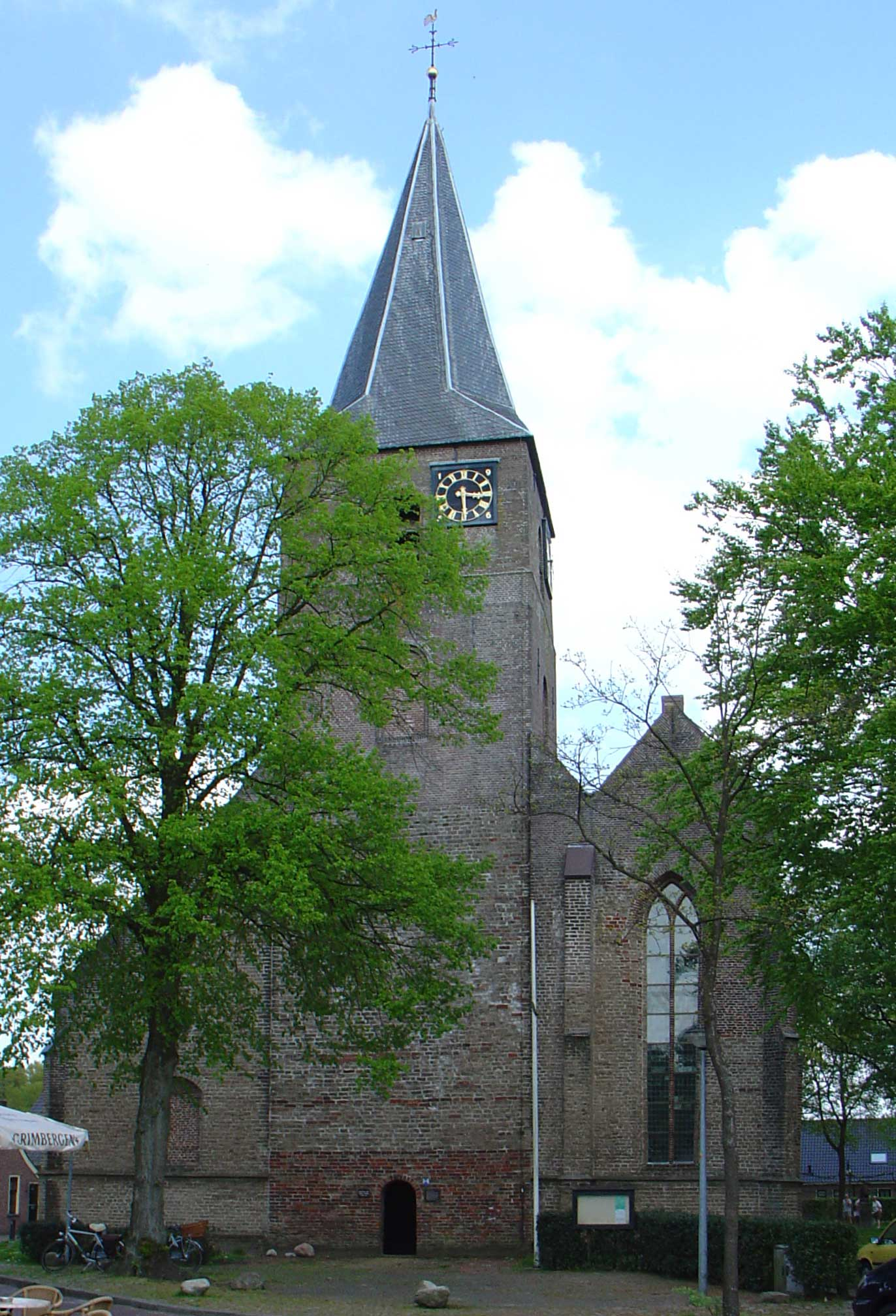
Protestantische St. Pankratiuskirche in Diever

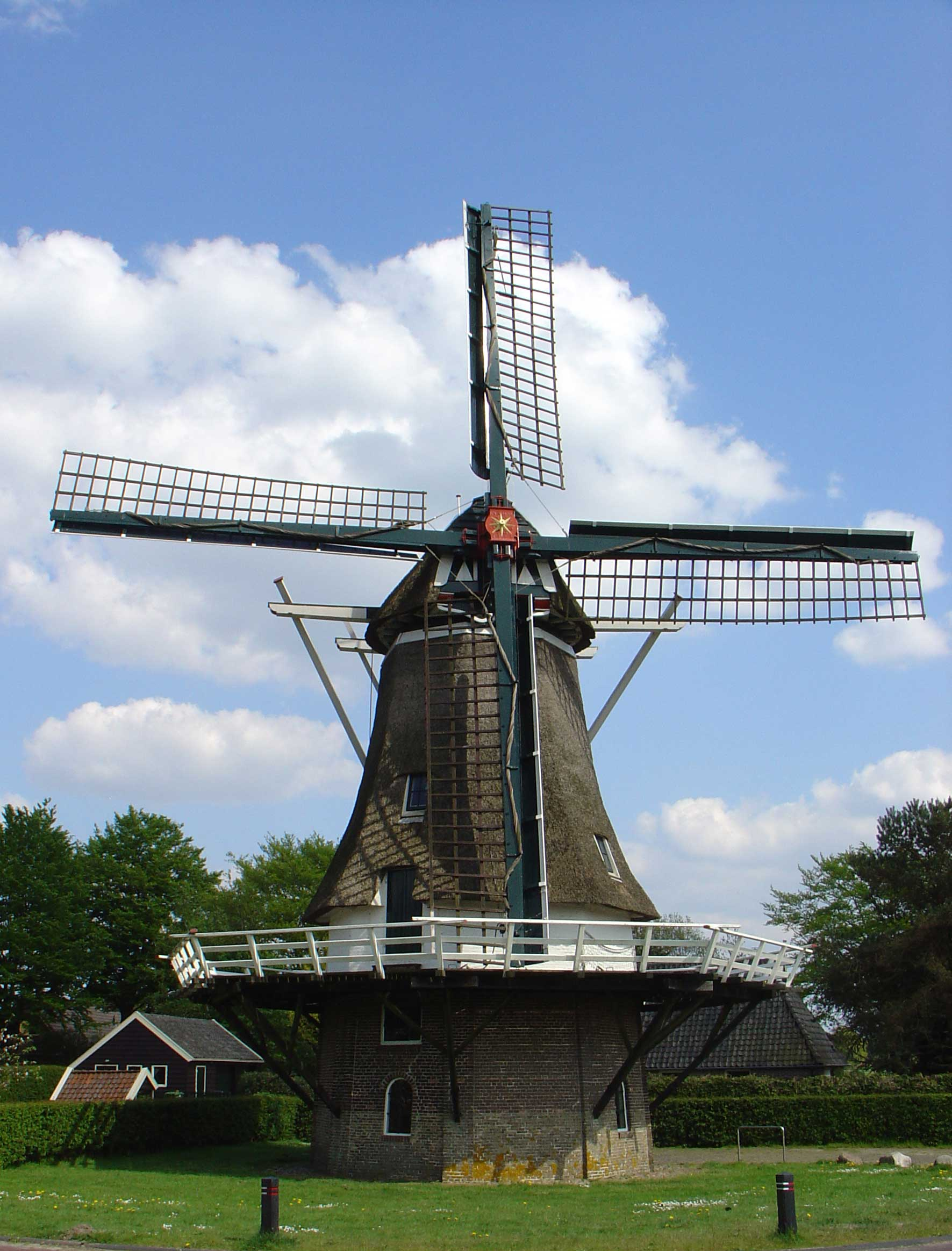
Windmühle in Diever

Der Gemeinderat wird seit der Gemeindegründung folgendermaßen gebildet:
| Duurzaam Sterk Westerveld a          | –  | –  | –  | –  | –  | 3  | 4  |
| Progressief Westerveld b             | 1  | 2  | 3  | 3  | 3  | 4  | 3  |
| VVD                                  | 4  | 4  | 3  | 4  | 3  | 3  | 3  |
| Gemeentebelangen Westerveld          | 4  | 4  | 3  | 3  | 2  | 3  | 2  |
| CDA                                  | 3  | 3  | 3  | 2  | 3  | 2  | 2  |
| PvdA                                 | 5  | 4  | 5  | 2  | 3  | 2  | 2  |
| D66                                  | –  | –  | –  | –  | –  | –  | 1  |
| Duurzaam Sociaal Sportief Westerveld | –  | –  | –  | 3  | 2  | –  | –  |
| STERK Westerveld                     | –  | –  | –  | –  | 1  | –  | –  |
| Gesamt                               | 17 | 17 | 17 | 17 | 17 | 17 | 17 |

Anmerkungen

### Bürgermeister und Beigeordnete
Folgende Personen gehören zum Kollegium:
Bürgermeister
- Jouke Spoelstra (CDA)

Beigeordnete
- Wilfried de Jong (Progressief Westerveld)
- Henk Doeven (Duurzaam Sociaal Sportief Westerveld/Sterk Westerveld)
- Jelle de Haas (Gemeentebelangen Westerveld)

Gemeindesekretär
- Nic Dusink

### Gemeindepartnerschaften
Partnergemeinden von Westerveld sind Polička in Tschechien und die deutsche Samtgemeinde Ilmenau in Niedersachsen.

## Forschung
Etwas außerhalb von Dwingeloo liegt am Rande eines Naturschutzgebietes das Forschungszentrum für Radioastronomie ASTRON.

## Persönlichkeiten
- Arend Schoemaker (1911–1982), Fußballspieler